# Clayton (Delaware)
Pour les articles homonymes, voir Clayton.
La ville américaine de Clayton est située dans les comtés de Kent et New Castle, dans l’État du Delaware. Elle comptait 2 918 habitants lors du recensement de 2010.
Située presque entièrement dans le comté de Kent, Clayton fait partie de l’agglomération de Dover, la capitale de l’État.

## Démographie
| 1880 | 1890 | 1900 | 1910 | 1920 | 1930 |
| ---- | ---- | ---- | ---- | ---- | ---- |
| 148  | 540  | 819  | 764  | 872  | 824  |

| 1940 | 1950 | 1960  | 1970  | 1980  | 1990  |
| ---- | ---- | ----- | ----- | ----- | ----- |
| 890  | 825  | 1 028 | 1 015 | 1 216 | 1 163 |

| 2000  | 2010  | - | - | - | - |
| ----- | ----- | - | - | - | - |
| 1 273 | 2 918 | - | - | - | - |

## Source
- (en) Cet article est partiellement ou en totalité issu de l’article de Wikipédia en anglais intitulé « Clayton, Delaware » (voir la liste des auteurs).